# Draba arseniewi
Draba arseniewi är en korsblommig växtart som först beskrevs av Boris Fedtjenko, och fick sitt nu gällande namn av Ernest Friedrich Gilg och Alexandr Innokentevich Tolmatchew. Draba arseniewi ingår i släktet drabor, och familjen korsblommiga växter. Inga underarter finns listade i Catalogue of Life.